# Liste de jeux Windows (D)
Cette liste de jeux Windows dont le titre commence par la lettre D recense des jeux vidéo sortis sur le système d'exploitation Windows pour PC.
Pour un souci de cohérence, la liste utilise les noms français des jeux, si ce nom existe.
Cette liste est découpée, il est possible de naviguer entre les pages via le sommaire.
- D
- D4: Dark Dreams Don't Die
- D/Generation
- D-Day (2004)
- Da Capo
- Da Capo II
- Da Capo III
- Da Vinci Code
- Dagger of Amon Ra, The
- Daikatana
- Dakar 18
- Dame de Pique, La
- Damnation
- Dance! It's Your Stage
- Dancing Stage Party Edition
- Dandara
- Danganronpa: Trigger Happy Havoc
- Danganronpa 2: Goodbye Despair
- Danganronpa V3: Killing Harmony
- Danganronpa Another Episode: Ultra Despair Girls
- Danger Zone
- Danger Zone 2
- Dangerous Golf
- Darby the Dragon
- Dare to Dream: A Study in the Imagination of a Ten-Year-Old Boy
- Daria's Inferno
- Darius Gaiden
- Dariusburst: Chronicle Saviours
- Dark
- Dark Age of Camelot
  - Dark Age of Camelot: Shrouded Isles
  - Dark Age of Camelot: Foundations
  - Dark Age of Camelot: Trials of Atlantis
  - Dark Age of Camelot: New Frontiers
  - Dark Age of Camelot: Catacomb
  - Dark Age of Camelot: Darkness Rising
  - Dark Age of Camelot: Labyrinth of the Minotaur
- Dark Angael
- Dark and Light
- Dark Colony
- Dark Devotion
- Dark Earth
- Dark Eye, The
- Dark Fall : Rencontres avec l'au-delà
- Dark Fall 2 : Le Phare
- Dark Fall : Les Âmes perdues
- Dark Messiah of Might and Magic
- Dark Pictures Anthology, The: House of Ashes
- Dark Pictures Anthology, The: Little Hope
- Dark Pictures Anthology, The: Man of Medan
- Dark Planet: Battle for Natrolis
- Dark Project : La Guilde des voleurs
- Dark Project 2 : L'Âge de métal
- Dark Project: Deadly Shadows
- Dark Reign: The Future of War
- Dark Reign 2
- Dark Rift
- Dark Room Sex Game
- Dark Sector
- Dark Seed II
- Dark Side of the Moon
- Dark Souls
- Dark Souls II
- Dark Souls III
- Dark Sun Online: Crimson Sands
- Dark Vengeance
- Dark Void
- Dark Void Zero
- Darkened Skye
- Darkest Dungeon
- Darkest Hour: A Hearts of Iron Game
- Darkest of Days
- Darkfall
- Darkfall: Unholy Wars
- Darklight Conflict
- Darkness II, The
- Darkness Within : À la poursuite de Loath Nolder
- Darkness Within 2: The Dark Lineage
- Darksiders
- Darksiders II
- Darksiders III
- Darksiders Genesis
- DarkSpace
- Darkspore
- Darkstar: The Interactive Movie
- Darkstar One
- Darkstone
- Darwin Project
- Darwinia
- Dauntless
- Dave Mirra Freestyle BMX
- David Douillet Judo
- Dawn of Magic
- Dawn of Magic 2
- Dawn of Man
- Dawnspire
- Day of Defeat
- Day of Defeat: Source
- Day of Infamy
- Day of the Tentacle
- Day Watch
- Days of Oblivion
- Daylight
- Daymare: 1998
- Days of Oblivion II: Frozen Eternity
- Days Gone
- Daytona USA
  - Daytona USA Deluxe
- DayZ
- DC Universe Online
- DCS: A-10C Warthog
- de Blob
- de Blob 2
- De sang froid
- Dead Block
- Dead by Daylight
- Dead Cells
- Dead Effect
- Dead Effect 2
- Dead in Vinland
- Dead Island
- Dead Island: Riptide
- Dead Island 2
- Dead Man's Hand
- Dead or Alive 5: Last Round
- Dead Reefs
- Dead Rising
- Dead Rising 2
- Dead Rising 2: Off the Record
- Dead Rising 3
- Dead Rising 4
- Dead Space
- Dead Space 2
- Dead Space 3
- Dead State
- Dead Static Drive
- Dead Synchronicity
- Dead to Rights
- Dead to Rights II
- Deadcore
- Deadfall Adventures
- Deadliest Catch: Alaskan Storm
- Deadlight
- Deadlock
- Deadlock II: Shrine Wars
- Deadly 30
- Deadly Dozen
- Deadly Dozen: Pacific Theater
- Deadly Premonition
- Deadly Rooms of Death
- Deadly Tower of Monsters, The
- Deadpool
- Deal or No Deal
- Deal or No Deal: Secret Vault Games
- Dear Esther
- Death Cargo
- Death Come True
- Death Coming
- Death Horizon: Reloaded
- Death Rally
- Death Stranding
- Death to Spies
- Death to Spies: Moment of Truth
- Death Track: Resurrection
- Death's Gambit
- DeathDrome
- DeathKeep
- Deathloop
- Deathsmiles
- DeathSpank
- DeathSpank: Thongs of Virtue
- Deathtrap Dungeon
- Decap Attack
- Deceit
- December When There Is No Angel
- Deep Fighter
- Deer Avenger
- Deer Avenger 2
- Deer Avenger 3D
- Deer Avenger 4
- Deer Hunter
- Deer Hunter 2
- Deer Hunter 3
- Deer Hunter 4
- Deer Hunter 5: Tracking Trophies
- Deer Hunter 2003
- Deer Hunter 2004
- Deer Hunter 2005
- Deer Hunter Tournament
- Defcon: Everybody Dies
- Defector
- Defender of the Crown
- Defenders of Ardania
- Defense Grid: The Awakening
- Defense Grid 2
- Defense of the Ancients
- Defiance
- Déjà Vu
- Dekaron
- Delaware St. John: Volume 1 - The Curse of Midnight Manor
- Delaware St. John: Volume 2 - The Town with No Name
- Delaware St. John: Volume 3 - La Tragédie de Seacliff
- Delta Force
- Delta Force 2
- Delta Force: Land Warrior
  - Delta Force: Task Force Dagger
- Delta Force: Black Hawk Down
  - Delta Force: Black Hawk Down - Team Sabre
- Delta Force: Xtreme
- Delta Force: Xtreme 2
- Deltarune
- Dementium II
- Demigod
- Démineur
- Democracy 2
- Demolition Company
- Demolition Racer
- Démons et Manants
- Demoniaca: Everlasting Night
- Deponia
- Deponia Doomsday
- Depression Quest
- Depth
- Derrick : Meurtre dans un parterre de fleurs
- Désastreuses Aventures des orphelins Baudelaire, Les
- Descent 3
  - Descent 3: Mercenary
- Descent: FreeSpace - The Great War
- Descent: Underground
- Desert Bus
- Desert Combat
- Desert Law
- Desert Thunder
- Desire
- Desolate
- Desktop Dungeons
- Desperados: Wanted Dead or Alive
- Desperados III
- Desperate Housewives, le jeu
- Destiny 2
  - Destiny 2 : La Malédiction d'Osiris
  - Destiny 2 : L'Esprit tutélaire
  - Destiny 2 : Renégats
- Destroy All Humans! (2020)
- Destroyer Command
- Destruction Derby 2
- Desync
- Detective Barbie in the Mystery of the Carnival Caper!
- Detention
- Dethkarz
- Detroit: Become Human
- Deus
- Deus Ex
- Deus Ex Go
- Deus Ex: Invisible War
- Deus Ex: Human Revolution
- Deus Ex: Mankind Divided
- Deus Ex: The Fall
- Deuxième Monde, Le
- Devastation
- Deviens Miss France
- Devil Inside, The
- Devil May Cry 3: Special Edition
- Devil May Cry 4
- Devil May Cry 5
- Devil's Third
- Devotion
- Dex
- Dexter
- Diablo
  - Diablo: Hellfire
- Diablo II
  - Diablo II: Lord of Destruction
- Diablo III
  - Diablo III: Reaper of Souls
  - Diablo III: The Rise of the Necromancer
- Diablo IV
- Diabolik: The Original Sin
- Diabotical
- Dicey Dungeons
- Die Hard : Piège de cristal
- Die Hard Trilogy
- Die Hard Trilogy 2: Viva Las Vegas
- Dig, The
- Digger
- Digimon Story: Cyber Sleuth
- Digimon Masters
- Digimon RPG
- Digimon Survive
- Digimon World
- Digital Combat Simulator
- Digital: A Love Story
- Diluvion
- Diner Dash
- Dinner Date
- Dino Crisis
- Dino Crisis 2
- Dino Island
- Dinosaure
- Dinosaur Hunter
- Diplomacy
- Dirt 3
- Dirt 4
- Dirt 5
- Dirt Rally
- Dirt Rally 2.0
- Dirt: Showdown
- Dirt Track Racing
- Dirt Track Racing: Australia
- Dirt Track Racing: Sprint Cars
- Dirty Bomb
- Dirty Dancing
- Disc Jam
- Disciples: Sacred Lands
- Disciples II
  - Disciples II : Gallean's Return
  - Disciples II: Guardians of the Light
  - Disciples II: Rise of the Elves
  - Disciples II: Servants of the Dark
- Disciples III: Renaissance
  - Disciples III: Resurrection
- Disco Elysium
- Discworld II : Mortellement vôtre !
- Discworld Noir
- Dishonored
  - Dishonored: Dunwall City Trials
  - Dishonored : La Lame de Dunwall
  - Dishonored : Les Sorcières de Brigmore
- Dishonored 2
- Dishonored : La Mort de l'Outsider
- Dishwasher, The: Vampire Smile
- Disney Afternoon Collection, The
- Disintegration
- Disney Dingo : Extrême Skateboarding
- Disney Princesse : Un voyage enchanté
- Disney Infinity
- Disney Infinity: Marvel Super Heroes
- Disney Infinity 3.0
- Disney Princesses : Mon royaume enchanté
- Disney Roller Coaster Simulator
- Disney Universe
- Disney's Story Studio: Mulan
- Disney's Toontown Online
- Disney's Villains' Revenge
- Disneyland Adventures
- Distant Worlds
- Distrust
- Divekick
- Diver : Aventures en eaux profondes
- Divi-dead
- Divided Ground: Middle East Conflict
- Divine Divinity
- Divinity II
  - Divinity II: Flames of Vengeance
- Divinity: Dragon Commander
- Divinity: Original Sin
- Divinity: Original Sin II
- DLC Quest
- DmC: Devil May Cry
- Doctor Who: The Eternity Clock
- Dofus
- Dog of Antor
- Dogfighter
- Dogolrax
- Dogs of War: Battle on Primus IV
- Dogstation
- Dogtag
- Dogz: Your Computer Petz (1995)
- Dogz II: Your Virtual Petz
- Dogz 3
- Dogz 4
- Dogz 5
- Dogz (2004)
- Dogz 2
- Doki Doki Literature Club!
- Dokuro
- Domina
- Dominant Species
- Dominion: Storm Over Gift 3
- Dominions: Priests, Prophets and Pretenders
- Dominions II: The Ascension Wars
- Dominions 3: The Awakening
- Dominions 4: Thrones of Ascension
- Dominions 5: Warriors of the Faith
- Dominique Pamplemousse in "It's All Over Once the Fat Lady Sings!"
- Dominique Pamplemousse and Dominique Pamplemousse in "Combinatorial Explosion!"
- Do Not Feed the Monkeys
- Do Not Feed the Monkeys 2099
- Don't Starve
  - Don't Starve: Reign of Giants
  - Don't Starve: Shipwrecked
  - Don't Starve Together
  - Don't Starve: Hamlet
- Don't Take It Personally, Babe, It Just Ain't Your Story
- Donald Duck Couak Attack
- Donald in Maui Mallard
- Donald Trump's Real Estate Tycoon
- Donjon de Naheulbeuk, Le : L'Amulette du Désordre
- Donut County
- Doom and Destiny
- Doom (1993)
- Doom (2016)
- Doom 3
  - Doom 3: Resurrection of Evil
- Doom 64
- Doom Eternal
- Doomed Hell 64: FPS Dungeon Crawler
- Door Kickers
- Door Kickers: Action Squad
- Dossiers secrets de Nancy Drew, Les : Malédiction à Hollywood
- Dossiers secrets de Nancy Drew, Les : Beauté sous tension !
- Dota 2
- Dota Auto Chess
- Dota Underlords
- Double Dealing Character
- Double Dragon Trilogy
- Double Dragon IV
- Double Dragon: Neon
- Double Kick Heroes
- Double Spoiler
- Double Switch
- Doulber
- Downtown Run
- Downfall
- Downwell
- Dr Brain a perdu la tête
- Dr Brain voyage dans le temps
- Dracula : Résurrection
- Dracula 2 : Le Dernier Sanctuaire
- Dracula 3 : La Voie du dragon
- Dracula 4 : L'Ombre du dragon
- Dracula 5 : L'Héritage du sang
- Dracula, le guerrier des Carpates
- Dracula: Love Kills
- Dracula : Le Mystère du château
- Dracula Origin
- Dracula Twins
- Dragon Age: Origins
  - Dragon Age: Origins - Awakening
- Dragon Age 2
- Dragon Age: Inquisition
- Dragon Ball FighterZ
- Dragon Ball Heroes
- Dragon Ball Online
- Dragon Ball Xenoverse
- Dragon Ball Xenoverse 2
- Dragon Ball Z: Kakarot
- Dragon Knight 4
- Dragon Lore II
- Dragon Nest
- Dragon Quest X
- Dragon Quest XI : Les Combattants de la destinée
- Dragon Quest Heroes : Le Crépuscule de l'Arbre du Monde
- Dragon Quest Heroes II
- Dragon Throne: Battle of Red Cliffs
- Dragon's Dogma
- Dragon's Lair II: Time Warp
- Dragon's Lair 3D: Return to the Lair
- Dragonica
- Dragonriders: Chronicles of Pern
- Dragonshard
- Drakan : Les Chevaliers du feu
- Drake of the 99 Dragons
- Drakensang : L'Œil noir
- Drakensang: The River of Time
- Drakensang Online
- Dramatical Murder
- Drawn : La Tour d'Iris
- Drawn: Trail of Shadows
- Drawn : Par-delà l'obscurité
- DreadOut
- Dream Chamber
- Dream Daddy: A Dad Dating Simulator
- Dream of Mirror Online
- Dream Pinball 3D
- Dream Pinball 3D II
- Dream Story : Les Aventures de Tim et Lola
- Dreamcast Collection
- Dreamfall: The Longest Journey
- Dreamfall Chapters: The Longest Journey
- Dreamlords
- Dreams to Reality
- Drift City
- Drive on Moscow
- Driver
- DRIV3R
- Driver: Parallel Lines
- Driver: San Francisco
- Dropsy
- DropTeam
- Drowned God
- Druidstone: The Secret of the Menhir Forest
- Drunken Robot Pornography
- Druuna : Morbus Gravis
- Dual Universe
- Ducati: 90th Anniversary
- Ducati World
- Ducati World Championship
- Duelfield
- Duelyst
- Duke Grabowski: Mighty Swashbuckler!
- Duke Nukem 3D
  - Duke à Washington
  - Duke : Été meurtrier
  - Duke : Hiver nucléaire
- Duke Nukem: Manhattan Project
- Duke Nukem Forever
- Dune 2000
- Dunes of War
- Dungeon Crawl
- Dungeon Defenders
- Dungeon Hearts
- Dungeon Hearts Blitz
- Dungeon Hunter Champions
- Dungeon Keeper
  - Dungeon Keeper: The Deeper Dungeons
- Dungeon Keeper 2
- Dungeon of the Endless
- Dungeon Lords
- Dungeon Party
- Dungeon Rats
- Dungeon Runners
- Dungeon Siege
  - Dungeon Siege: Legends of Aranna
- Dungeon Siege II
  - Dungeon Siege II: Broken World
- Dungeon Siege III
- Dungeonland
- Dungeons
- Dungeons: The Dark Lord
- Dungeons II
- Dungeons III
- Dungeons and Dragons: Daggerdale
- Dungeons and Dragons: Dark Alliance
- Dungeons and Dragons: Shadow over Mystara
- Dungeons and Dragons Online: Eberron Unlimited
- Dungeons and Dragons Online: Stormreach
- Dungeons of Dredmor
- Dusk
- Dust: A Tale of the Wired West
- Dust: An Elysian Tail
- Dustforce
- Dying Light
  - Dying Light: The Following
- Dying Light 2
- Dying Light: Bad Blood
- Dynasty Warriors 4: Hyper
- Dynasty Warriors 5: Special
- Dynasty Warriors 6
- Dynasty Warriors 7 with Xtreme Legends
- Dynasty Warriors 8: Empires
- Dynasty Warriors 8: Xtreme Legends
- Dynasty Warriors 9
- Dynasty Warriors Online

| Sommaire : | Haut - A B C D E F G H I J K L M N O P Q R S T U V W X Y Z 0-9 |